# Liste de chevaux mythiques et légendaires
Cet article traite des chevaux issus des mythes et des légendes. Pour les chevaux issus d'œuvres de fiction, voir Liste des chevaux de fiction

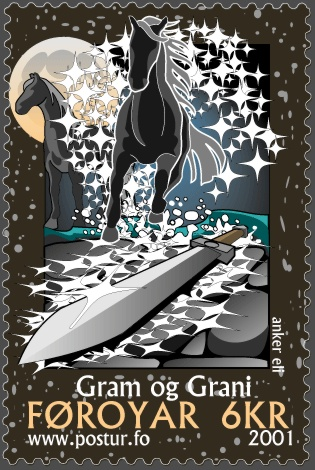
Illustration représentant le cheval Grani

Voici la liste des chevaux mythiques et légendaires, issus de mythes, de légendes et du folklore populaire, selon leur origine. 

## Mythologie gréco-romaine
Les chevaux grecs sont connus grâce à la myriade de textes légués par les poètes grecs, dont Homère et Hésiode.
| Visuel | Nom                         | Tradition d'origine | Description | Éléments associés |
| ------ | --------------------------- | ------------------- | --- | ----------------- |
|        | Arion                       | Mythologie grecque  | Coursier divin à la crinière verte qui pouvait galoper à la vitesse de la lumière et sur n'importe quelle surface, même une pente à 90 °, même de l'eau.                                                                                                 | Terre, chtonien   |
|        | Cavales du char d'Apollon   | Mythologie grecque  | Elles précèdent le soleil. Blanches à l'origine, elles sont parfois décrites plus tard comme noires. | Soleil            |
|        | Cavales du char d'Hadès     | Mythologie grecque  | Quatre chevaux noirs | Chtonien          |
|        | Cavales du char de Poséidon | Mythologie grecque  | Parfois décrites comme des hippocampes (chevaux à queue de poisson), parfois comme des chevaux ailés. | Eau               |
|        | Celeris                     | Mythologie romaine  | Fils ou frère de Pégase . Frère d'Arion | Air, terre & eau  |
|        | Centaure                    | Mythologie grecque  | Buste d'homme, cheval à partir de la taille. Violents et belliqueux. |                   |
|        | Chevaux du soleil           | Mythologie grecque  | Tirent le char d'Hélios | Soleil            |
|        | Hippocampes                 | Mythologie grecque  | Chevaux à queue de poisson | Eau               |
|        | Chiron                      | Mythologie grecque  | Centaure, sage précepteur |                   |
|        | Juments de Diomède          | Mythologie grecque  | Elles sont carnivores. Héraclès reçoit l'ordre de les dérober pour son huitième travail. | Chtonien          |
|        | Hippalectryon               | Mythologie grecque  | Moitié cheval et moitié coq. |                   |
|        | Nessos                      | Mythologie grecque  | Centaure bestial qui enlève Déjanire, la femme d'Héraclès. |                   |
|        | Pégase                      | Mythologie grecque  | Cheval ailé. Devenu plus tard symbole de l'inspiration poétique et de la liberté. | Air, eau          |
|        | Pégase éthiopien            | Littérature romaine | Une tribu de chevaux ailés et cornus décrite par Pline l'Ancien. | Air               |
|        | Xanthe et Balios            | Mythologie grecque  | Les deux étalons qui tirent le char d'Achille. Xanthe est doué de la parole. | Vent, eau.        |
|        | Les chevaux de Tros         | Mythologie grecque  | Juments données par Zeus à Tros en compensation du rapt de son fils Ganymède. Elles sont invincibles, immortelles, rapides et capable de marcher sur les eaux et les épis. Ce sont elles qu'hérite Laomédon, le roi de Troie, et que souhaite Héraclès,. |                   |

## Mythologie nordique et germanique

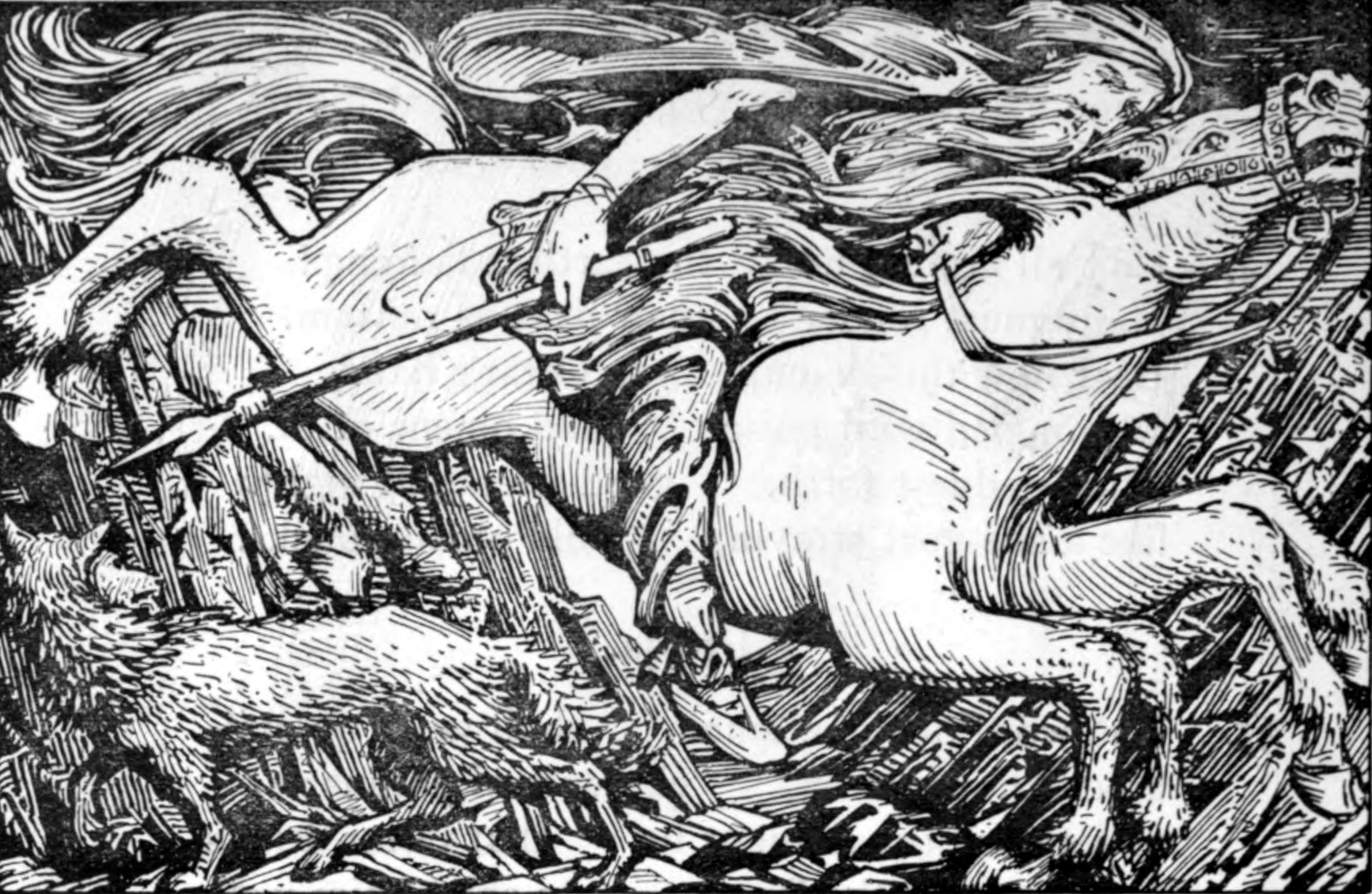
Odin rides to Hel; illustration de l'Edda poétique représentant le Dieu Odin et sa monture Sleipnir

- Árvak et Alsvid (« Tôt levé » et « Très rapide »), les chevaux qui tirent le soleil.
- Sleipnir, la monture à huit jambes d'Odin, capable de se déplacer dans le ciel comme sur mer.
- Hófvarpnir (« Celui qui lance ses sabots »[4]) : cheval de la déesse Gná, il peut se déplacer dans l'air et sur la mer.
- Hrímfaxi et Skínfaxi (« Crinière de givre » et « Crinière brillante ») : chevaux tirant l'un le char du jour (Dag), l'autre celui de la nuit (Nótt)
- Grani : cheval du héros Sigurd
- Gullfaxi (« Crinière d'or ») : cheval du géant Hrungnir, que Thor offre à son fils Magni après avoir tué Hrungnir.
- Freyfaxi ("Crinière de Freyr") : Cheval appartenant au protagoniste de la Saga de Hrafnkell, qui avait fait serment que lui seul le monterait. La rupture de ce serment est un élément majeur de l'intrigue de la saga.
- Svadilfari ou Svaðilfari[5] (« Celui qui fait de pénibles (ou malheureux) voyages »[6]) : étalon qui engendre Sleipnir avec Loki transformé en jument (Hyndluljód, 40). Selon Snorri (Gylfaginning, 42), il appartient au géant maître-bâtisseur et contribue à la construction d'Asgard.

## Folklore germanique et scandinave

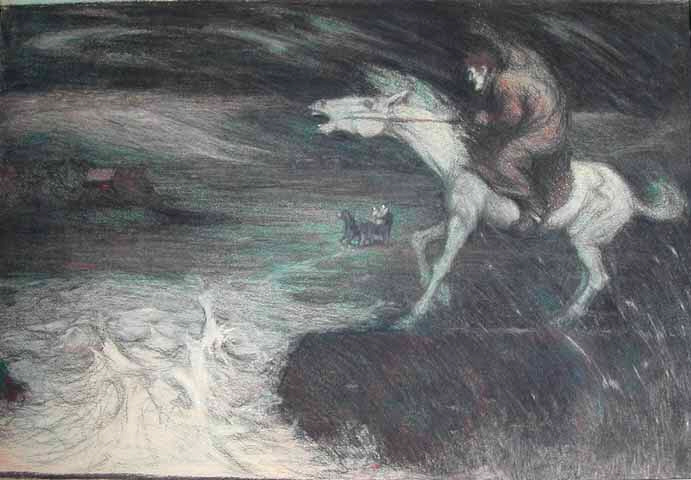
Schimmelreiter.

- Bäckahäst, majestueux cheval blanc du folklore scandinave qui apparait près des rivières, en particulier par temps de brouillard. Celui qui monte sur son dos se trouve incapable d'en descendre.
- Falke, monture de Thidrek (Théodoric de Vérone) dans une légende germanique
- Helhest, cheval de la mort dans le folklore scandinave.
- Schimmelreiter, annonciateur des tempêtes.

## Mythologie, légendes et folklore celtes

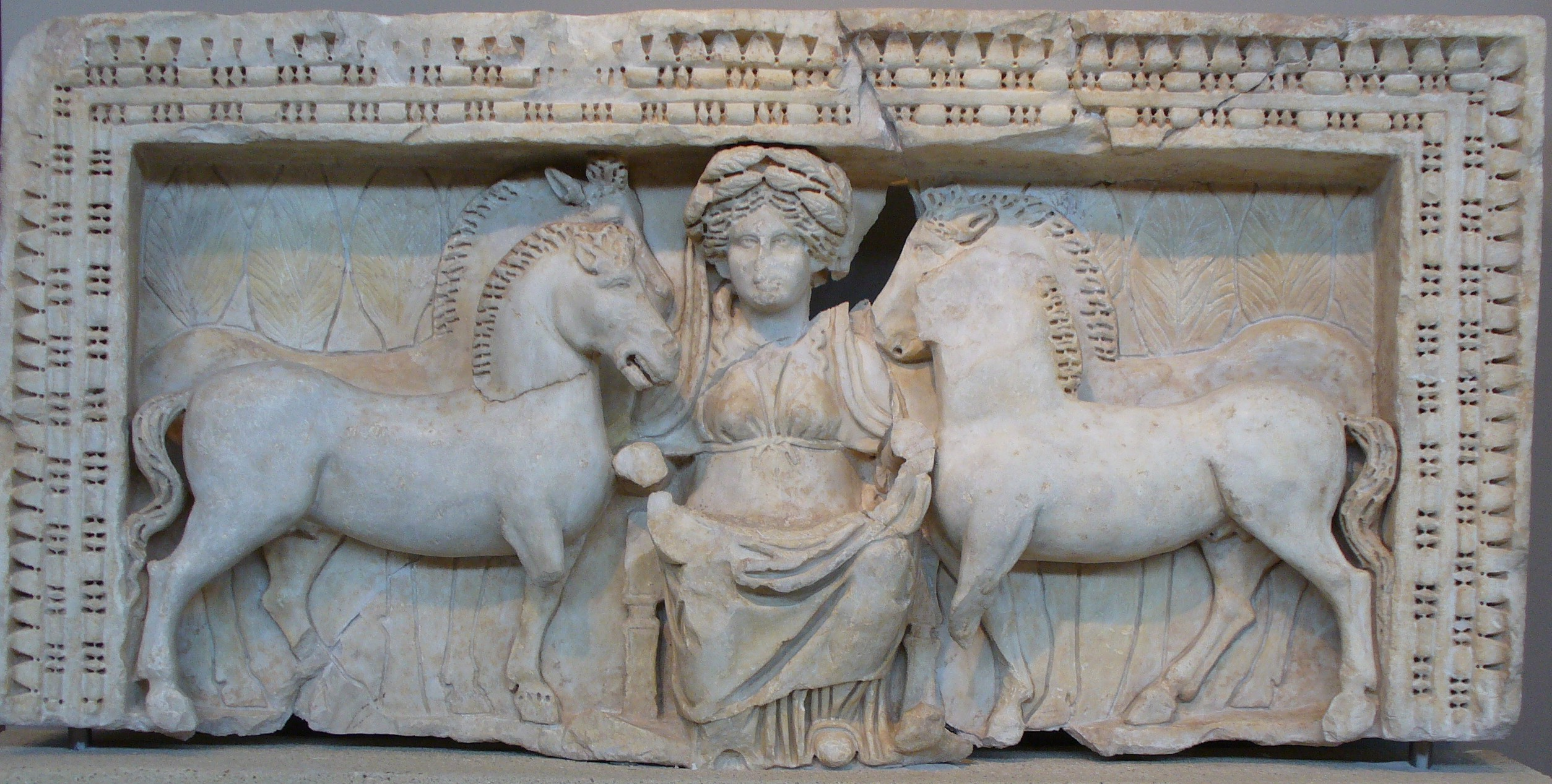
Epona.

Le cheval a une grande place parmi les peuples celtes : Il est parfois retrouvé enterré dans de riches tombeaux.
- Alastyn, cheval aquatique qui peut prendre forme humaine avec les oreilles d'un cheval. Il se plaît à leurrer les humains en les incitant à le monter pour les emmener dans l'eau et les dévorer.
- Ceffyl dŵr, cheval aquatique du folklore gallois
- Each Uisge, cheval aquatique maléfique qui transporte son innocente victime dans l'eau pour l'isoler et la dévorer entièrement, foie excepté.
- Enbarr, monture de Niamh, la femme de Manannan Mac Lir
- Epona, la déesse-jument.
- La Kelpie, cheval aquatique du folklore écossais.
- Liath Macha et Dub Sainglend
- March Malaen
- Morvac'h, cheval noir capable de courir sur l'eau.
- Nuckelavee, créature aquatique maléfique du folklore écossais, semblable à un centaure mais avec des nageoires.
- Pooka prend parfois la forme d'un cheval noir.

## Mythologie basque

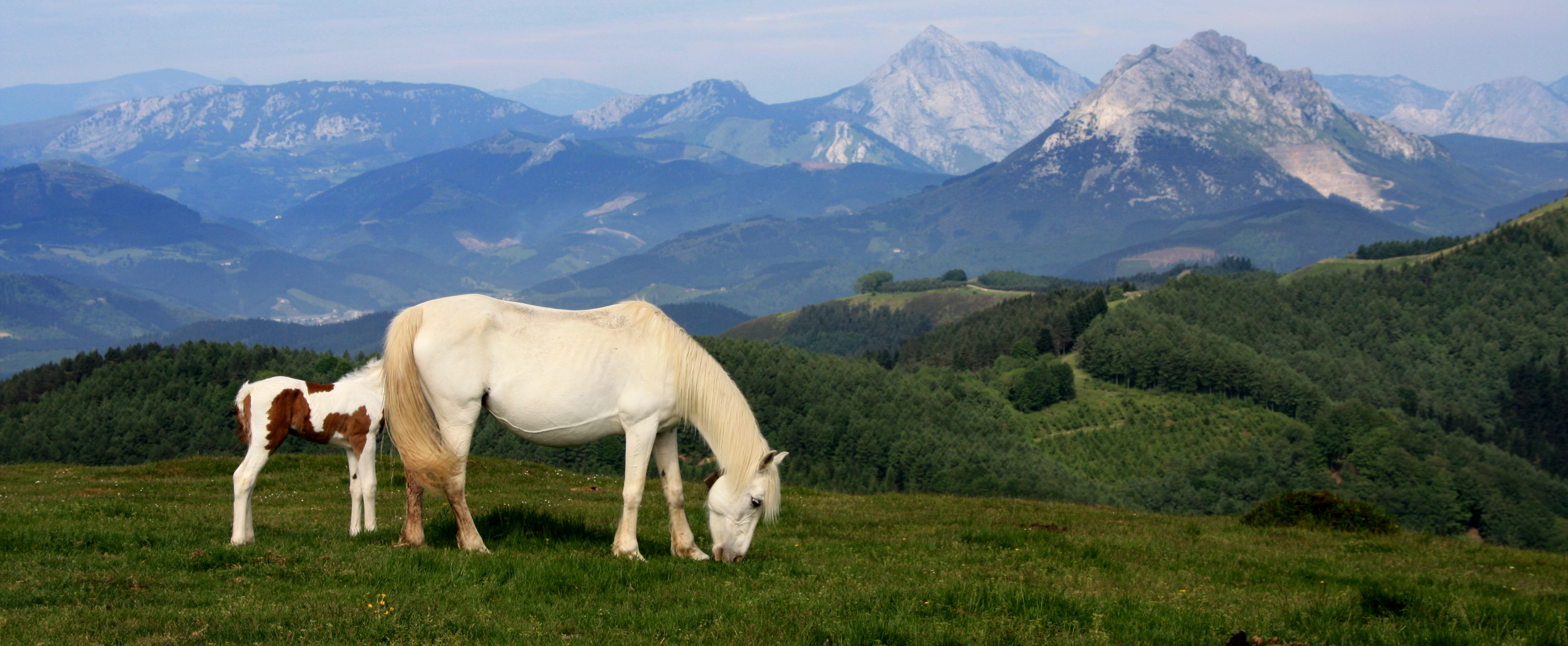
Chevaux blancs (zaldi zuriak en basque) devant les monts de Udalatx et Anboto.

- Dans la mythologie basque, Zamarri Churia (Zamari xuria), le cheval blanc, et un cheval sans tête (souvent confondus) hantent les montagnes basques (Navarre, vallée de Bastan, des Aldudes, de Valcarlos, les crêtes de l'Esterenguibel…). Les voir est un présage de mort ou, tout au moins, de malheur imminent[7]. Le Zamari Churia, représentant l'esprit du maïs, est représenté par un danseur dans les fêtes de la Soule et du Guipuscoa[8].
- Jument blanche maléfique, fréquente dans les légendes navarraises et souletines.
- Jument d'Obantzun. Des domestiques envoyaient paitre une jument noire dans la montagne et la redescendaient le soir, le premier qui voyait la bête gagnait le droit de revenir en la chevauchant. Un soir la domestique vit la jument noire et l'enfourcha, mais l'animal l'embarqua et la mena au gouffre d'Obantzun, bientôt, il n'y eut plus aucun signe de vie de la jeune femme. Son compagnon attendit vainement, puis il vit la véritable jument plus bas. La domestique avait été enlevée et lorsque les gens de la maison lavèrent leur linge, ils trouvèrent les boucles d'oreille et la bague de la domestique dans la fontaine d'Itturan[9].

## Légendaire et folklore chrétiens d'occident

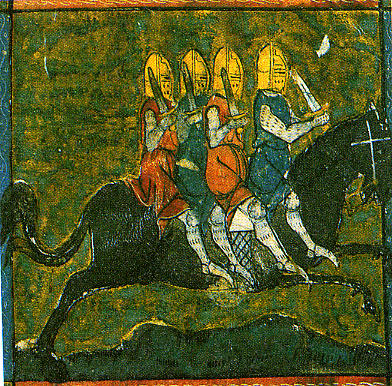
Bayard.

- Bayard, cheval bai capable de porter les Quatre fils Aymon en même temps.
- Blanque jument, qui allonge son dos pour être montée
- Bian cheval, cheval-fantôme à Celles-sur-plaine.
- Les montures des Cavaliers de l'apocalypse.
- Ch'blanc qu'vo
- Cheval Gauvin, qui tente le voyageur de le monter pour ensuite le tuer.
- Cheval Mallet, blanc ou noir, qui tente le voyageur de le monter pour ensuite le tuer.
- Dans de nombreuses traditions, notamment occitanes (Sud de la France), le diable peut prendre la forme du Drac, cheval ou âne qui prend de nombreux enfants sur sa croupe, laquelle peut s'allonger indéfiniment, et qui se précipite ensuite dans un étang pour les noyer.
- Ech'goblin, qu'vau blanc ou ch'gvo blanc de Saint-Pol-sur-Ternoise, cheval blanc qui s'allonge.
- Hippogriffe, croisement de cheval et de griffon. Plutôt une création littéraire, même s'il a ses légendes.
- Licorne, créature équine bénéfique avec des sabots et une barbe de chèvre, et une longue corne torsadée sur le front, capable de repousser le poison.
- Lou drapé, mentionné à Aigues-Mortes, peut allonger son dos et porter jusqu'à cent enfants à la fois, après quoi il les emmène dans un lointain pays dont ils ne reviennent jamais[10].

## Mythologie asiatique

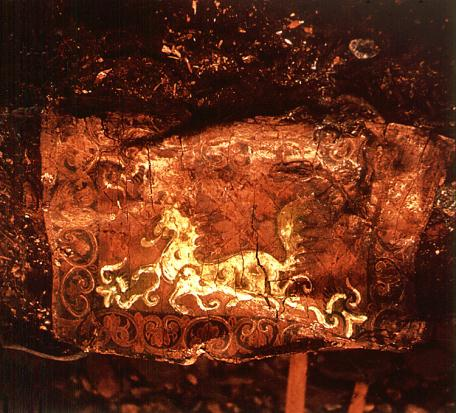
Chollima. Tombe du Cheval céleste.

- Le cheval céleste blanc qui apparait dans l'histoire coréenne du royaume de Silla. Quand le peuple recueillit les prières du roi, un cheval géant émergea d'un éclair en portant un œuf brillant. Puis il retourna au paradis à tire d'ailes.
- Le cheval céleste de Chine, sous la dynastie Han.
- Chollima, le cheval ailé trop rapide pour être monté, dans la mythologie coréenne.
- La licorne chinoise ou kirin.
- Ponkhiraaj, le cheval ailé blanc et le roi des oiseaux dans la mythologie du Bangladesh.

Legende du jeune dragon long devenu le cheval blanc à corne de dragon chinois du moine lors de l'épopée "le voyage en occident "

## Pays slaves et baltes
- Ašvieniai
- Šemík, un cheval blanc capable de parler, qui sauva son maître de la mort
- Sivko-Bourko, un cheval magique volant, présent dans divers contes traditionnels russes.

## Iran et monde arabe

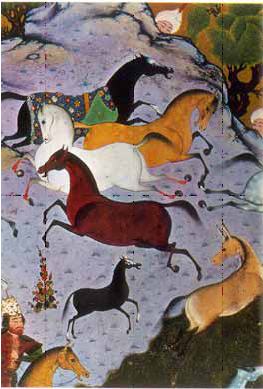
Shah-nameh

- Al Buraq, créature-jument à tête de femme et queue de paon.
- Les chevaux blancs qui tirent le chariot divin d'Aredvi Sura Anahita, divinité des eaux, nommés selon les états de l'eau.
- Rakhch, cheval du héros Rostam.
- Chabdiz, cheval préféré de Khosro Parviz.
- Chabrang, cheval du héros Siavach dans la mythologie perse.
- Tchal-Kouyrouk, cheval fabuleux capable de voler.
- Tishtrya, qui prend la forme d'un étalon blanc pendant les dix derniers jours de chaque mois du calendrier zoroastrien et durant les batailles cosmogoniques pour contrôler la pluie[11].
- Tulpar, cheval ailé dans la mythologie turque.
- La forme équine de Verethragna.
- Zuljana cheval de l'imam Al-Hussein ibn Ali durant la Bataille de Kerbala.

## Inde
- Bagri Maro

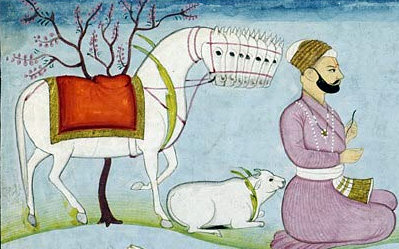
Uchaishravas;

- Bâlaha, cheval volant et forme métamorphosée du Bodhisattva Lokeshvara.
- Hayagriva, avatar de Vishnou et dieu de la sagesse et de la connaissance, possède un corps humain et une tête de cheval blanc.
- Kalki, la trentième incarnation de Vishnou, est monté sur un cheval blanc ou alors apparaît sous la forme d'un cheval blanc.
- Keshi, démon-cheval.
- Uchaishravas, un cheval d'une blancheur immaculée possédant sept têtes.
- Tarkshya
- Les sept chevaux blancs ou couleur arc-en-ciel qui tirent le chariot de la divinité solaire Surya.

## Afrique, Amériques et Océanie
- Cheval céleste des indiens Navajos.
- Cheval marin de Chiloé
- Cheval noir bâtisseur
- Chevaux ailés des génies dans le folklore Bambara du Mali.
- Tikbalang